# Elektrotraktor

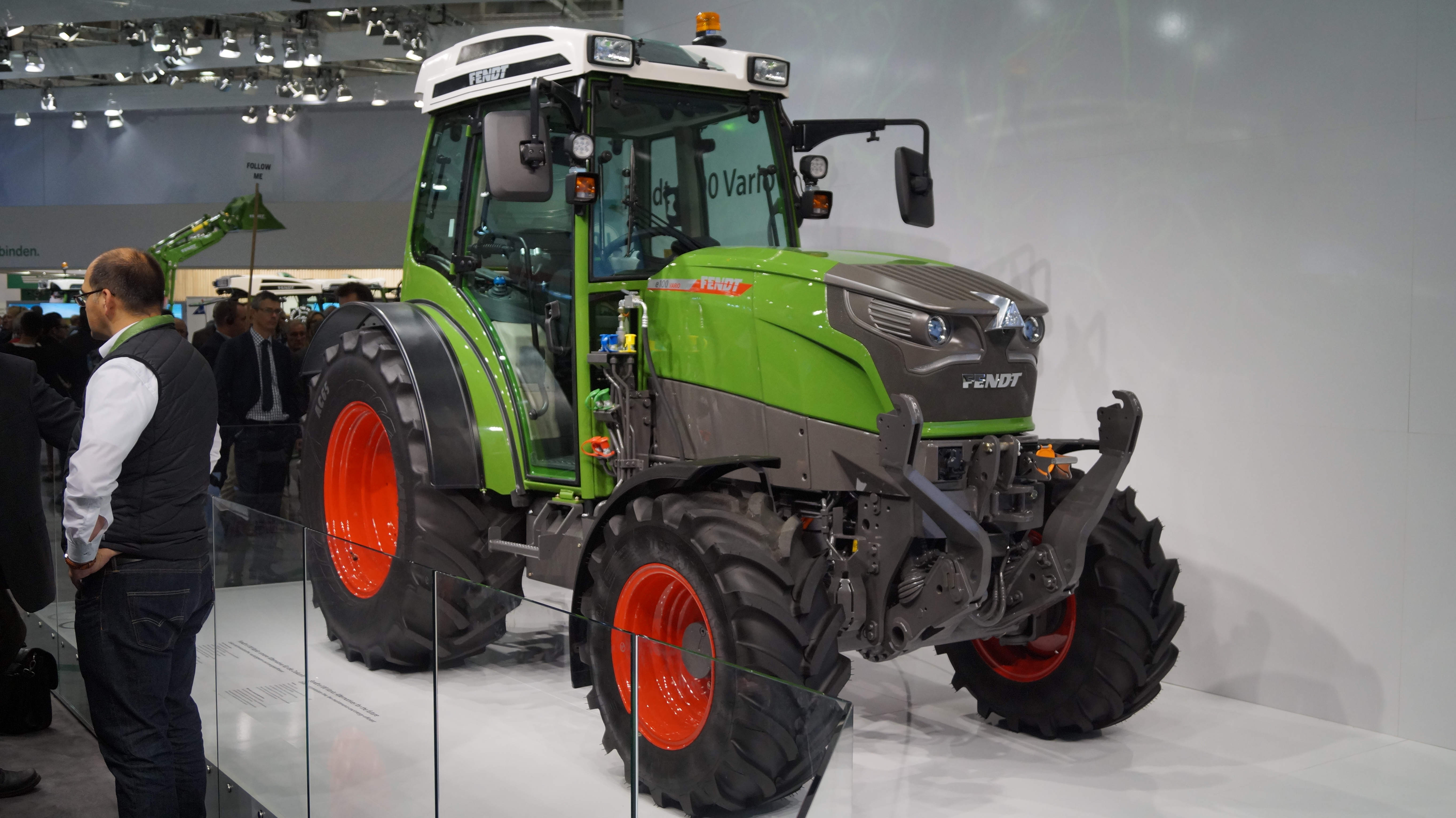
Prototyp des Elektrotraktors e100 Vario auf einer Fachmesse im Jahr 2017.

Ein Elektrotraktor, auch E-Traktor, ist ein Traktor mit Elektromotor, der seine Energie aus einer Antriebsbatterie bezieht. Damit gehören Elektrotraktoren zu den batterieelektrischen Fahrzeugen. Sie sind Teil der Elektromobilität, die eine zentrale Rolle für ein nachhaltiges und klimaschonendes Verkehrssystem spielt, wie es mit der Verkehrswende angestrebt wird.
Die Einführung von Elektrotraktoren folgt der Einführung von Elektro-Lkw und anderen elektrischen Nutzfahrzeugen. Sie hat aber ihre ganz eigenen Herausforderungen, da neben dem Antrieb auch der Betrieb der gekoppelten landwirtschaftlichen Maschinen betrachtet werden muss und als Leistungsparameter nicht Reichweite, sondern Arbeitsstunden berechnet werden.
2024 startete Fendt mit dem e100 Vario die erste Serienproduktion eines Elektrotraktors in Deutschland.

## Entwicklung
2012 wird das Unternehmen Soletrac von Steve Heckeroth mit dem Ziel gegründet, Elektrotraktoren zur Marktreife zu bringen. Ihr erstes Modell, der eUtility mit 28-kWh-Akku und einer Leistung von knapp 30 kW, nutzt eine Basis von 1950er-Ford-Traktoren, die in Indien gebaut werden, und war ab 2019 für 40 000 US-Dollar verfügbar.
2017 präsentiert Fendt einen Prototyp des Elektrotraktors e100 Vario mit einer Antriebsleistung von 50 kW und einem 100 kWh großen Lithium-Ionen-Akku, der bis zu 5 Stunden unter realen Bedingungen einsetzbar sein und bereits 2018 auf den Markt kommen soll.
Am 1. April 2018 kündigte Porsche im Rahmen eines Aprilscherzes einen Mission-E-Traktor an.
2021 fährt der VW-Chef Herbert Diess in Ruanda mit dem Prototyp eines Elektrotraktors. Das Projekt Gen.Farm ist eine Zusammenarbeit von VW mit der Deutschen Gesellschaft für Internationale Zusammenarbeit und der Universität von Ruanda.
2023 startet der Schweizer Traktorhersteller Rigitrac die Serienproduktion seines Elektrotraktors SKE 40. Auch Monarch beginnt mit der Auslieferung ihres Elektrotraktors MK-V.
Im Februar 2024 kündigt der große Landmaschinenhersteller John Deere für 2026 seinen ersten Elektrotraktor E-Power an.
Die erste Serienproduktion eines größeren Elektrotraktors in Deutschland startet 2024 mit dem e100 Vario.

## Vor- und Nachteile

### Vorteile
Elektrotraktoren haben in der Nutzung die gleichen Vorteile wie Elektroautos. Sie sind deutlich leiser und produzieren lokal keine Abgase wie CO2 oder Stickoxide. Damit sind sie auch für den klimaneutralen Einsatz geeignet.
Die geringeren Emissionen und die verminderte Lärmbelastung entlasten die Fahrer der Traktoren und andere Mitarbeiter der landwirtschaftlichen Betriebe. Das birgt auch Vorteile in der Arbeit mit Nutztieren oder in geschlossenen Räumen wie Ställen und Gewächshäusern.

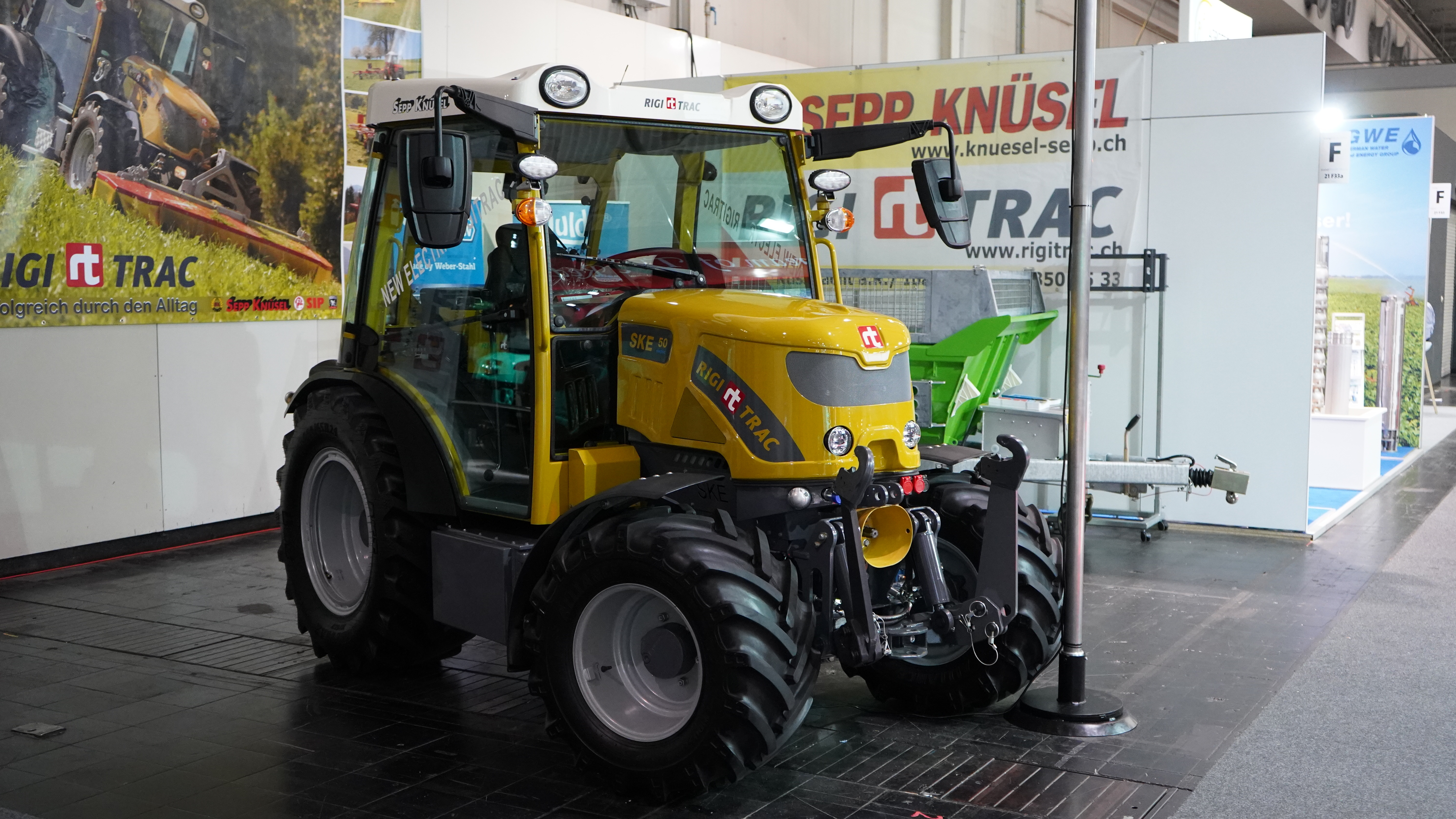
Rigitrac SKE 50 Electric auf einer Agrarmesse 2019

### Nachteile
Die Anschaffungskosten für Elektrotraktoren und die benötigte Ladeinfrastruktur sind aktuell deutlich höher als bei vergleichbaren Traktoren mit Verbrennungsmotor. Die am Stück verfügbare Arbeitszeit wird durch die Akkukapazität begrenzt und kann je nach Belastung stark schwanken.
Modelle größerer Leistungsklassen oberhalb von 73,5 kW sind mit Stand 2025 nicht verfügbar, bei konventionellen Traktoren mit Dieselmotoren sind Leistungen über 100 kW üblich.

## Ladeinfrastruktur
Da Traktoren meist nur lokal auf einzelnen Betrieben eingesetzt werden, wird für die Nutzung von Elektrotraktoren auch eine entsprechende Ladeinfrastruktur in den Betrieben benötigt. Während bei ausreichend großem Akku potentiell vorhandene Drehstromanschlüsse für das Laden über Nacht ausreichen könnten, werden ansonsten Schnellladesysteme beispielsweise mit dem aktuellen CCS-Standard benötigt, um die Ladezeiten wirtschaftlich effektiv mit den Pausen des Fahrers zu verbinden.

### Synergie mit lokaler Photovoltaikanlage
Viele Landwirtschaftliche Betriebe haben eigene Photovoltaikanlagen auf Hallendächern oder im Freifeld. Die Anschaffung von Elektrotraktoren bietet dabei eine gute Möglichkeit zur eigenen Nutzung des Solarstroms. Die Akkus der Traktoren können dabei zusätzliche Synergie-Effekte haben, da sie als Pufferspeicher für den schwankenden Ertrag der Solaranlagen dienen können. Stationär installierte Akkus können hier sowohl als Speicher für den Solarstrom verwendet werden, als auch als Puffer für die Ladestation dienen, um sehr schnelles High-Power-Charging (HPC) zu ermöglichen.

### Wechselakkus
Auch wenn in anderen elektrischen Fahrzeugkategorien wie PKW, Bussen und LKW wechselbare Akkus eher eine Randerscheinung sind und Schnellladesysteme den Markt anführen, sind die Voraussetzungen bei Elektrotraktoren anders. Der lokal begrenzte Einsatz von Traktoren und die geringeren Kosten von eigenem Solarstrom oder dem Laden von Industriestrom im Agrarbetrieb gegenüber öffentlichen Ladesäulen sind dabei wichtige Faktoren. Da potentiell fast ausschließlich im eigenen Betrieb geladen wird, sind fehlende Standards für Wechselakkus kein großer Nachteil, während das langsamere Laden von Wechselakkus die Lebensdauer verlägert und Synergien als Puffer für eigene Photovoltaikanlagen birgt. In Entwicklung befindliche Beispiele sind der Traktor des Startups Onox und der Mk1 von VW.

## Verbreitung
Nach einer Schätzung von Custom Market Insights belief sich der Markt für Elektrotraktoren 2021 auf 118 Millionen US-Dollar und sollte bis 2030 auf 250 Millionen US-Dollar wachsen. Bereits 2023 stieg der Markt auf 305,8 Millionen US-Dollar an und wird jetzt für 2030 auf 886 Millionen US-Dollar prognostiziert.
In den Statistiken des Kraftfahrt-Bundesamts wurden zum 1. Januar 2025 in Deutschland noch keine Zulassungen von elektrischen Land-/forstwirtschaftlichen Zugmaschinen separat ausgewiesen. Bei der Auflistung nach Kraftstoffarten wurden Land-/forstwirtschaftliche Zugmaschinen mit sonstigen Zugmaschinen zusammengefasst und nur von Sattelzugmaschinen und Lastkraftwagen separiert. In dieser Gruppe wurde ein Bestand von 1060 BEV angegeben, was einen Anteil von 0,05 % ergibt.

### Förderung
In Deutschland werden Elektrotraktoren auf Grundlage der „Richtlinie zur Förderung der Energieeffizienz und CO2-Einsparung in Landwirtschaft und Gartenbau Teil A – Landwirtschaftliche Primärproduktion“ vom 28. Juni 2023 gefördert. Im ersten Förderzeitraum standen für 2024 und 2025 etwa 48 Mio. € an Fördergeldern aus dem Klima- und Transformationsfonds zur Verfügung, die bis November 2024 vollständig abgerufen wurden.

## Modelle
| Modell               | Marke       | Status           | Nennleistung | Batteriekapazität | Arbeitszeit | Merkmale/Einsatz                           |
| -------------------- | ----------- | ---------------- | ------------ | ----------------- | ----------- | ------------------------------------------ |
| e100 Vario           | Fendt       | Serienproduktion | 50 kW        | 100 kWh           | 4 bis 7 h   | erster Elektrotraktor in Serienfertigung   |
| SKE 40 E             | Rigitrac    | Serienproduktion | 40 kW        | 58 kWh            | 4 bis 6 h   | Kompakttraktor                             |
| 304G2E               | Knegt       | Kleinserie       | 22 kW        | 250ah / 500a      | 3 bis 9 h   | Kompakttraktor                             |
| T4 Electric Power    | New Holland | angekündigt      | 65 kW        | 110 kWh           | unbekannt   |                                            |
| Farmall 75C Electric | Case IH     | angekündigt      | 55 kW        | 95 kWh            | 4 h         |                                            |
| LXe-261              | Kubota      | Serienproduktion | 19 kW (max)  | 23,4 kWh          | bis zu 4h   | Kompakttraktor                             |
| eUtility             | Solectrac   | Serienproduktion | 18,4 kW      | 30 kWh            | 5 bis 8 h   | erster Elektrotraktor in den USA           |
| e70N                 | Solectrac   | Serienproduktion | 41 kW        | 60 kWh            | 4 bis 8h    | Weinbau                                    |
| MK-V                 | Monarch     | Serienproduktion | 29 kW        | 80 kWh            | 5 bis 10 h  | Obst- und Weinbau                          |
| Onox                 | Onox        | in Entwicklung   | 50 kW        | 20 bis 110 kWh    | mind. 4h    | Feldflege, Kompakttraktor mit Wechselakkus |
| MK1                  | VW          | in Entwicklung   | 15 bis 30 kW | unbekannt         | unbekannt   | Testbetrieb in Ruanda, Wechselakku         |
| E-Power              | John Deere  | in Entwicklung   | 96 kW        | unbekannt         | unbekannt   | modular                                    |